# Cornidae
Cornidae, biljni podrazred u razredu Rosopsida. Sastoji se od nekoliko nadredova, i to: Aralianae Takht., Cornanae Thorne ex Reveal, Dipsacanae Takht. i Eucommianae Takht. ex Reveal.

## Sistematika
- Aralianae Takht.
  - Araliales Reveal
  - Byblidales Nakai ex Reveal
  - Pittosporales Lindl.
  - Torricelliales Takht. ex Reveal
- Cornanae Thorne ex Reveal
  - Aralidiales Takht. ex Reveal
  - Cornales Dumort.
  - Desfontainiales Takht.
  - Garryales Lindl.
  - Hydrangeales Nakai
  - Roridulales Nakai
- Dipsacanae Takht.
  - Dipsacales Dumort.
- Eucommianae Takht. ex Reveal
  - Eucommiales Nemejc ex Cronquist